# Casa Mulford T. Hunter
La Casa Mulford T. Hunter es una residencia privada ubicada en 77 West Hancock Street en Midtown Detroit, Míchigan. Se encuentra en el Distrito Histórico Warren-Prentis y fue incluida en el Registro Nacional de Lugares Históricos el 22 de julio de 1994.

## Historia
Mulford Hunter se enriqueció mientras era capitán de barcos de vapor de los Grandes Lagos. En 1891 compró la Casa Loomer y adquirió lo que entonces era un lote vacío vecino. Allí construyó la casa que lleva su nombre. 
Según la edición del 27 de mayo de 1894 del Detroit Free Press, Hunter le encargó a la empresa Donaldson & Meier que diseñara la residencia, que ese año fue construida y habitada. Vivió allí con su hija, su yerno y su nieto, y luego alquiló la casa Loomer. 
La propiedad de las casas Hunter y Loomer pasó de Mulford a su hija y luego a su nieta Carolyn S. McGraw. En 1951, ambas propiedades se vendieron a Phila J. Draper y se transformaron en edificios de apartamentos de varias unidades.
Las casas Hunter y Loomer siguieron funcionando como apartamentos hasta la década de 1990, aunque con diferentes propietarios, pero el exterior no ha cambiado. El propietario en la década de 1990 era Edward Black.

## Arquitectura
Es uno de los pocos ejemplos que quedan en Detroit de casas de estilo Reina Ana. El sótano está construido con piedras grandes, elevando bien la estructura de ladrillo rojo del suelo. La fachada frontal es asimétrica, con un ventanal dominante en un lado y un porche de un piso en el otro. Este presenta columnas jónicas sobre pedestales elevados, y la puerta de entrada tiene una lumbrera elíptica enmarcada por un arco sirio.
Sobre el porche hay una ventana ovalada, rodeada de ladrillos decorativos; otras ventanas del segundo piso tienen una decoración similar. Dos buhardillas con ventanas emplomadas coronan la fachada. La casa limita con a la Casa Loomer; los dos son los únicos edificios que quedan del siglo XIX en lo que en ese momento era una de las áreas más de moda de Detroit.

## Lectura adicional
- Hill, Eric J. and John Gallagher (2002). AIA Detroit: The American Institute of Architects Guide to Detroit Architecture. Wayne State University Press. ISBN 0-8143-3120-3.

- Datos: Q6933949